# إبراهيم شيبوط
إبراهيم شيبوط وزير جزائري سابق، ( 24 مارس 1927 الحروش، سكيكدة-1 أغسطس 2015 الجزائر العاصمة)، التحق بصفوف الثورة التحريرية مع انطلاقها في 1 نوفمبر ,1954 بعد سنوات من الكفاح المسلح عين ضابطا في جيش التحرير الوطني، بعدها عين مسؤول الناحية الثالثة بالولاية الثانية التاريخية، بعد الاستقلال، تقلد مناصب عدة، رئيس دائرة سكيكدة ، واليا لولاية عنابة ، حقوقي، مارس المحاماة لفترة وجيزة، نائبا بالمجلس الشعبي الوطني، ليتم انتخابه رئيسا للجنة القانونية والإدارية، ثم عضوا بعدة لجان بالمنظمة الوطنية للمجاهدين، عين وزيرا للمجاهدين في جوان ,1991 إلى غاية أفريل .1994.

## عضو محقق فيمنظمة المجاهدين
كُلف في شرق الجزائر، بالتحقيق في ملفات المجاهدين والشهداء المُقدمة إلى وزارة المجاهدين، بلجان المنظمة، بصفته قائد ضابط في جيش التحرير بالمنطقة.

## مؤلفاته
- زيغود يوسف الذي عرفته

يعتبر الكتاب مساهمة ثمينة وجادة في إضاءة الكثير من الجوانب الهامة من شخصية الشهيد البطل زيغود يوسف، حيث يُقدم لنا المجاهد إبراهيم سلطان شيبوط، شهادة ثمينة عن أحد رجال الجزائر الأفذاذ الذين لعبوا دوراً ريادياً ورائعاً في الجهاد المسلح ضد الاستدمار الفرنسي. كانت سيرته، وجهاده وعبقريته وما تزال نوراً يسطع ويتجدد عبر الأجيال ليؤكد عظمة هذا الشهيد البطل الذي يذهب الكثير من الدارسين والمؤرخين إلى التأكيد على أنه هو الذي غير مجرى تاريخ الثورة الجزائرية بتصميمه لخطة هجومات 20 أوت 1955م، التي شكلت مرحلة حاسمة في الكفاح التحريري الجزائري، ومنعرجاً رئيساً لاكتساب الثورة الجزائرية المباركة طابعها الشعبي، وأعطت ضربة قاصمة للاحتلال الفرنسي الذي حاول القضاء على الثورة المجيدة في عامها الأول حتى لا تشمل مختلف أنحاء القطر الجزائري.

## وفاته
توفي في الجزائر (العاصمة)، في المستشفى العسكري بعين النعجة بالجزائر يوم السبت 01 أوت 2015 عن عمر 88 سنة بسبب مرض عضال، ودفن في مقبرة القبية بسكيكدة.